# 甬江水底隧道
甬江水底隧道又名甬江隧道，是307省道（北仑-郭巨线）过甬江工程。隧道由浙江省交通设计院作主体设计，上海市隧道工程设计院完成设备系统工程设计，广州打捞局施工，是中国大陆首先采用沉管法在水下软土地基上建设的水底隧道。1987年6月20日工程开工，1995年9月26日竣工试通车。

## 隧道形制
甬江水底隧道的勘察设计始于20世纪80年代初，1987年6月20日开工，1995年9月26日竣工。隧道为单孔隧道，全长1019米，其中水下部分长420米。镇海侧（北侧）引道长360米，设有228米长防眩栏栅。北仑侧（南侧）引道长224米，设有76米长防眩栏栅。隧道水下部分由5节沉管组成，外侧宽11.9米，高7.5米，内侧净宽10.2米，净高4.9米。四节沉管长85米，其余一节长80米。隧道车行道宽7.5米，两侧设置人行通道宽1.2米，高出车行道0.4米。北岸设置竖井，长15米，宽18米，埋入土中28.5米，连接镇海侧引道和沉管。下层用于收集北侧流水，上层用于楼房，设置监控和辅助设施。

## 建设事故
1992年1月29日凌晨，在建的甬江水底隧道北岸西侧48米地下连续墙发生整体滑塌，墙体下沉约2.5米，倾斜约14度，地面出现裂缝，塌陷区域南北长约60米，东西宽约12至15米。据事后调查，造成事故的原因是由于1985年所作的勘察不准确，未能注意到古河道的存在，墙体整体性差，开挖不规范等原因造成。后采用新建地下连续墙修复成功。

## 争议

### 收费
与常洪隧道和招宝山大桥一样，甬江水底隧道建成之后收取通行费，这一收费长期以来受到镇海居民的不满，而宁波市国资委一方面指出，是否取消收费需要与其他收费公路“通盘考虑”，另一方面以明州大桥等跨甬江工程即将通车为由，指出收费带来的交通问题在将来可能得到改善。与常洪隧道的BOT性质不同，甬江隧道属于二级公路。自2009年起，随着中国大陆燃油税改革的推进，逐步取消二级公路收费成为一项措施，因而取消甬江水底隧道收费的呼声日益强烈。2009年年末，常洪隧道收费收费取消之时，曾有媒体报道，招宝山大桥和甬江水底隧道收费也将取消，但同日被交通主管部门否认。常洪隧道收费取消后，一方面不堪重负，另一方面，宁波市民对取消甬江水底隧道收费的呼声也日渐高涨。2010年2月28日，甬江水底隧道、招宝山大桥和宁波市境内其他3处收费点一同撤销。

### 限速
根据《宁波市水底隧道管理办法》，甬江隧道限速30公里/小时。这一规定受到镇海居民的质疑。有观点指出，这一措施增大了隧道拥堵的可能。在经过多次争议后，甬江水底隧道限速被提高到50公里/小时。